# Штурм Анапы

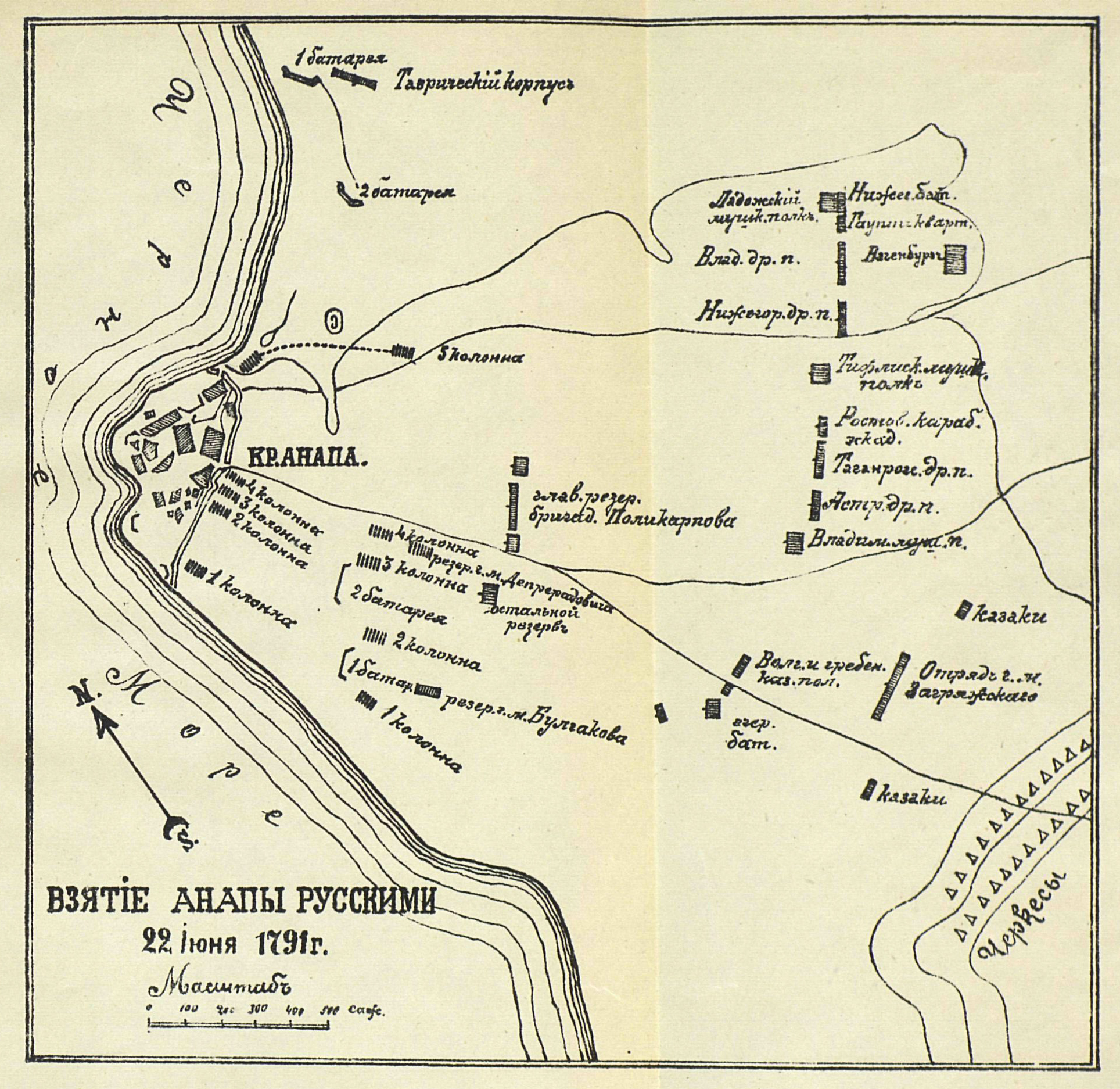
Карта сражения из книги В. Зимина «Падение крепости Анапы»

Штурм Анапы — штурм 22 июня (3 июля) 1791 года турецкой крепости Анапа русскими войсками в ходе русско-турецкой войны 1787—1791 годов.

## Предшествующие события
В 1781 году на месте поселения Анапа на восточном берегу Чёрного моря турками под руководством французских инженеров была построена сильная крепость с целью обеспечения влияния Турции на мусульманские народы Северного Кавказа и как база будущих операций против России на Кубани и на Дону, а также в Крыму. Крепость была построена на вдающемся в море мысе и тремя сторонами вплотную примыкала к морю. К суше примыкала только одна восточная сторона, которая была защищена высоким валом и глубоким рвом с отвесными стенами. Вал и ров были частично вымощены камнем, на валу устроены 4 бастиона, а также мощное укрепление для защиты крепостных ворот.
В ходе начавшейся в 1787 году войны значение Анапы сразу усилилось. Уже в 1788 году для взятия Анапы был выделен отряд генерал-аншефа П. А. Текели, но его поход к Анапе окончился неудачей: после ожесточённого боя под стенами крепости он отказался от штурма. Второй поход к Анапе в феврале-марте 1790 года отряда генерал-поручика Ю. Б. Бибикова вообще окончился катастрофой — при неудачном штурме и отступлении под ударами горцев отряд потерял свыше половины своего состава, из 8000 человек домой целыми вернулись только 3000, причём в самом жалком состоянии; ещё 1000 человек вернулись больными или ранеными, и из них выздоровели лишь меньшинство. Неудивительно, что Екатерина писала Потемкину:
Должно быть, он сошел с ума, если 40 дней держал людей в воде, почти без хлеба. Удивительно, что вообще кто-то выжил. Я полагаю, с ним вернулись домой очень немногие; сообщите мне о потерях, я всей душой скорблю о погибших. Если бы войско отказалось подчиняться, я бы этому не удивилась. Скорее, приходится удивляться их выносливости и терпению.
Бибиков был снят с должности, а солдаты награждены серебряными медалями «За верность». После этого поражения нападения горских племён на русские поселения и войска значительно возросли.

## ПоходГудовича
В этой обстановке 23 января (3 февраля) 1791 года только что назначенный главнокомандующим Кубанским и Кавказским корпусами генерал-аншеф И. В. Гудович получил приказ князя Г. А. Потёмкина-Таврического овладеть Анапой. Для нового похода Гудович сформировал отряд в 15 батальонов, 3000 стрелков, 54 эскадрона кавалерии и 2 казачьих полка при 36 полевых орудиях. Подготовка к походу была очень серьёзной с учётом предыдущих неудач: войска снабжены всем необходимым, устроены тыловые коммуникации в виде цепи мелких укреплений (общая численность их гарнизонов составляла до 2500 человек), подготовлены продовольственные транспорты. Общая численность отряда составила более 15 тыс. чел. Гарнизон Анапы состоял из 15 000 турок, имел 95 орудий, в гавани имелось несколько вооружённых орудиями судов.
29 мая (9 июня) 1791 года отряд Гудовича переправился через Кубань по понтонному мосту, 5 (16) июня устроил укреплённый лагерь в одном переходе от Анапы, 8 июня соединился с подкреплениями из Таврической армии (3 батальона, 10 эскадронов, 3 сотни казаков при 14 орудиях). 10 (21) июня была произведена рекогносцировка крепости, 13 (24) июня заложена первая осадная батарея на 10 орудий. Гудович отрезал Анапу от содействия горцев, которые почти ежедневно нападали с гор на его лагерь. К 18 (29) июня были возведены ещё 4 осадные батареи на 32 opудия, при непрерывной бомбардировке произведены в крепости большие разрушения, уничтожена часть крепостной артиллерии.

## Штурм

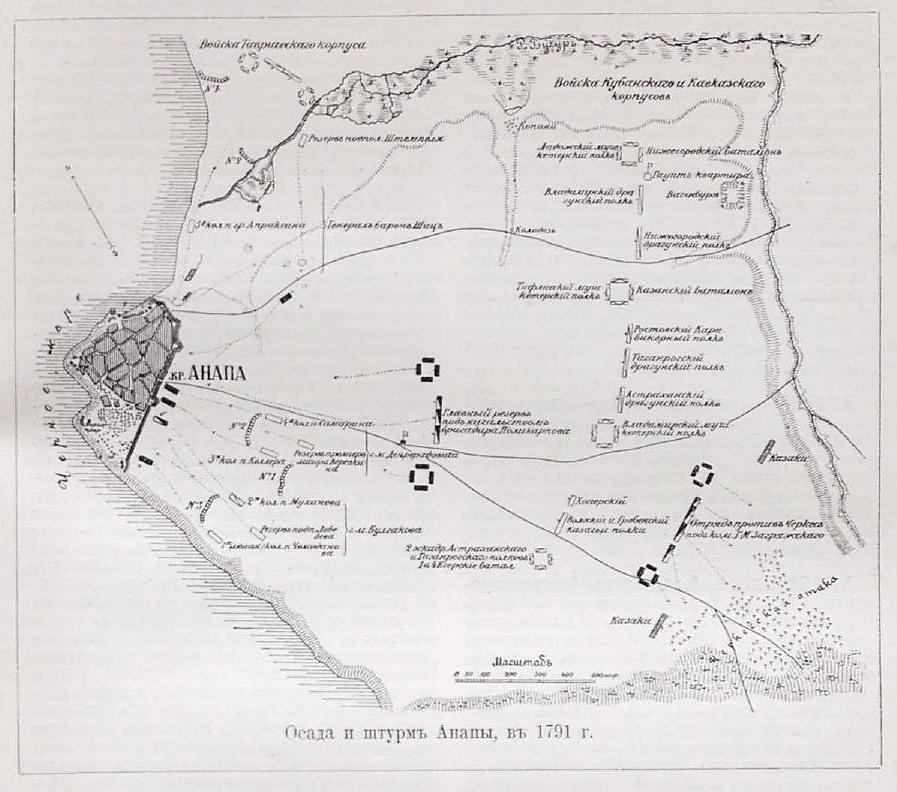
Рисунок из статьи «Анапа»
(«Военная энциклопедия Сытина»)

Не имея средств для долговременной осады, постоянно атакуемый с тыла и получивший сведения о приближении к Анапе турецкого флота с подкреплениями, Гудович решил штурмовать Анапу. Были сформированы 5 атакующих колонн, четыре из которых наносили удар в южной части крепости, где оборона её имела наибольшие повреждения. Пятая колонна совершала отвлекающий обход с задачей прорваться в город вдоль берега моря. Вся конница и 16 орудий были выделены в резерв на случай атаки горцев с тыла. В полночь 22 июня (3 июля) 1791 года все осадные батареи начали мощную бомбардировку крепости, под прикрытием которой атакующие колонны скрытно вышли на исходные рубежи. Затем бомбардировка была приостановлена, а в 4 часа утра возобновлена и начался штурм. Добившись внезапности, русские войска ворвались в ров и начали взбираться на стены, но там были встречены сильным ответным огнём обороняющихся. С большим трудом атакующим удалось ворваться на вал, где бой достиг крайнего ожесточения. Одна из атакующих колонн была сброшена в ров, командирам удалось с большим трудом привести войска в порядок и вновь атаковать неприятеля.
Вскоре после начала штурма с гор спустилось до 8000 конных черкес и турок, которые атаковали русский лагерь, но не смогли ворваться в него, были отбиты в ожесточённом бою и преследуемы русской кавалерией.
Послав в бой последний резерв, Гудович направил его атаку на крепостные ворота. Их удалось захватить и открыть, после чего часть кавалерии получила приказ ворваться в город частично в конном, частично в спешенном строю. Только тогда удалось сломить организованное сопротивление гарнизона и оттеснить его к морю.
По приказанию И. В. Гудовича анапские укрепления были срыты до основания, батареи взорваны, рвы и колодцы засыпаны, дома сожжены. В память о взятии крепости оставили только одни ворота (в современной Анапе они называются Русскими воротами). После этого русские войска покинули руины когда-то грозной турецкой крепости. Падение Анапской крепости так напугало турок, что они сами разрушили и сожгли Суджук-Кале 14 июля 1791 года.

## Потери сторон
Жестокое сражение продолжалось свыше 5 часов. Из состава гарнизона около 8000 человек погибло, в плен взяты 13 532 оборонявшихся с комендантом и чеченским шейхом Мансуром. Небольшая часть (около 150 человек) спаслась на судах. Захвачена или уничтожена почти вся артиллерия (83 пушки и 12 мортир), взято 130 знамён. К рядом расположенной крепости Суджук-Кале (на месте современного Новороссийска) Гудовичем был выслан из Анапы отдельный отряд, но при его подходе турецкий гарнизон сжёг крепость и бежал в горы, бросив 25 орудий.
Потери русского отряда — убито 23 офицера и 1215 рядовых, ранено 71 офицер и 2401 рядовых (в «Военной энциклопедии» Сытина указаны несколько меньшие данные — 940 убитых и 1995 раненых). Гудович был награждён орденом Святого Георгия 2-й степени, были награждены все офицеры его отряда, для нижних чинов учреждена специальная медаль.
Через два дня после штурма к Анапе подошёл турецкий флот, но узнав о её падении, ушёл в море. Все укрепления Анапы были взорваны и срыты, население (до 14 000 жителей) переселено в Тавриду, город сожжён и в таком виде возвращён Турции по Ясскому мирному договору.